# Filozofski vremeplov (XVIII. stoljeće)

## 1700-e
- 1704.
  - umro John Locke (r. 1632.)
  - rodio se David Hartley
- 1705.
  - rodio se Abraham Tucker (Eduard Search) (u. 1774.)
- 1706.
- 1707.
  - 15. travnja rodio se Leonhard Euler (u. 18. rujna 1783.)
- 1708.
  - umro Ehrenfried Walter Tschirnhaus (r. 1651.)
- 1709.

## 1710-e
- 1710.
- objavljeno Leibnizovo djelo  Ogled o teodiceji
- 1711.
  - rodio se David Hume (u. 1776 .)
- 1712.
  - rodio se Denis Diderot  (u. 1784.)
  - rodio se Jean Jacques Rousseau (u. 1778.)
- 1713.
  - umro Anthony Ashley Cooper Shaftebury  (r. 1671 .)
- 1714.
  - rodio se Joachim Georg Darjes (u. 1791.)
- objavljeno Leibnizovo djelo  Monadologija
- 1715.
  - rodio se Claude Adrien Helvetius (u. 1771.)
- 1716.
  - umro Gottfried Wilhelm Leibniz (r. 1646.)
- 1717.
- 1718.
- 1719.

## 1720-e
- 1720.
  - rodio se Johann Georg Sulzer  (u. 1797)
- 1721.
  - rodio se Francois Hemsterhius (u. 1790.)
- 1722.
  - umro John Toland (r. 1670.)
- 1723.
- 1724.
  - 22. travnja - rodio se Immanuel Kant (u. 1804.)
- 1725.
- 1726.
- 1727.
  - rodio se Adam Smith  (u. 1790)
  - rodila se Anne Robert Jacques Turgot (u. 1781 .)
- 1728.
  - umro Christian Thomasius (r. 1655.)
- 1729.

## 1730-e
- 1730.
  - rodio se Johann Georg Hamann
- 1731.
- 1732.
- 1733.

1733.)
- - umro Matthews Tindal (r. 1657.)
- 1734.
- 1735.
- 1736.
  - rodio se Johann Nicolaus Tetens (u. 1807.)
- 1737.
- 1738.
- 1739.
  - objavljeno Humeovo djelo Rasprava o ljudskoj prirodi (Treatise of Human Nature)

## 1740-e
- 1740.
- 1741.
- 1742.
- 1743.
  - rodio se Louis Claude de Saint-Martin (u. 1803.)
- 1744.
  - umro Giambattista Vico (r. 1668.)
  - rodio se Johann Gottfried Herder  (u. 1803 .)
- 1745.
- 1746.
  - objavljeno Condillacovo djelo Essai sur l'origine des connaissances humaines
- 1747.
  - umro Šundai Dazai (r. 1680.)
  - umro Francis Hutcheson  (r. 1694 .)
- 1748.
  - objavljeno Humeovo djelo Istraživanje o ljudskom razumu ( An Enquiry Concerning Human Understanding)
- 1749.
  - objavljeno  Hartleyevo djelo Observations on Man, his Frame, his Duty, and his Expectations

## 1750-e
- 1750.
- 1751.
  - objavljeno Humeovo djelo Istraživanje o principima morala ( An Enquiry Concerning the Principles of Morals)
- 1752.
- 1753.
  - rodio se Dugald Stewart  (u. 1828)
  - 14. siječnja - umro George Berkeley (r. 12. ožujka 1685.)
- 1754.
  - rodio se Antoine Destutt de Tracy (u. 1836.)
- 1755.
- 1756.
- 1757.
  - umro David Hartley
- 1758.
- 1759.
  - rodio se Friedrich Schiller  (u. 1805.)

## 1760-e
- 1760.
  - rodio se Claude-Henry de Rouvroy Saint-Simon (u. 1825)
- 1761.
  - rodio se Andrija Dorotić  (u. 1837.)
  - rodio se Gottlob Ernst Schulze (u. 1833.)
- 1762.
  - rodio se Johann Gottlieb Fichte (u. 1814.)
- 1763.
- 1764.
  - rodio se Josef Kalasanty Szaniawski  (u. 1842)
  - umro Wiliam Hogarth  (r. 1697.)
- 1765.
- 1766.
- 1767.
  - rodio se Jean-Baptiste Say (u. 1832)
  - rodio se Wilhelm Freiherr von Humbolt  (u. 1835 .)
- 1768.
  - rodio se Friedrich Ernst Daniel Schleiemacher (u. 1834)
  - rodio se Karl August Escenmayer (u. 1852.)
- 1769.

## 1770-e
- 1770.
  - 27. kolovoza - rodio se Georg Wilhelm Friedrich Hegel
- 1771.
- 1772.
  - umro Emanuel Swedenberg (r. 1688)
  - rodio se Friedrich Schlegel  (u. 1829)
- 1773.
  - rodio se Heinrich (Henrik) Steffens  (u. 1845)
- 1774.
  - umro Abraham Tucker (Eduard Search) (r. 1705.)
  - rodio se Johann Gottfried Herder  (u. 1803 .)
- 1775.
  - rodio se Friedrich Wilhelm Joseph Schelling (u. 1854.)
- 1776.
  - umro David Hume  (r. 1711.)
  - rodio se Johann Fridrich Herbart (u. 1841.)
- 1777.
- 1778.
  - umro Voltaire (r. 1694.)
  - umro Jean Jacques Rousseau (r. 1712.)
  - rodio se Josef Hoene-Wronsky  (u. 1853.)
- 1779.
  - rodio se Friedrich Karl Savigny (u. 1861.)

## 1780-e
- 1780.
  - rodio se Karl Wilhelm Ferdinand Solger  (u. 1819.)
  - rodio se Gotthilf Heinrich Schubert (u. 1860.)
- 1781.
  - umro Anne Robert Jacques Turgot (r. 1727.)
- 1782.
  - rodio se Karl Friedrich Trahndorf (u. 1863.)
  - umro Henry, lord Kames Home  (r. 1696.)
- 1783.
  - 18. rujna - umro Leonhard Euler (r. 15. travnja 1707.)
- 1784.
  - umro Denis Diderot (r. 1713.)
  - rodio se Tiedemann, Dietrich (u. 1803.)
- 1785.
- 1786.
- 1787.
- 1788.
  - rodio se Arthur Schopenhauer (u. 1860.)
  - umro Johann Georg Hamann
  - rodio se HWiliam sir Hamilton
- 1789.
  - rodio se August Detlev Twesten (u. 1876.)

## 1790-e
- 1790.
  - umro Adam Smith  (r. 1727.)
  - umro Francois Hemsterhius (r. 1721.)
- 1791.
  - umro Joachim Georg Darjes (r. 1714.)
  - rodio se Johann Ludwig Heiberg (u. 1860.)
- 1792.
- 1793.
- 1794.
  - rodio se Hermann Friedrich Wilhelm Hinrichs  (u. 1861.)
- 1795.
- 1796.
- 1797.
  - umro Johann Georg Sulzer  (r. 1720)
- 1798.
- 1799.
- 1800.